# 愛沙尼亞政黨列表
本條目列出愛沙尼亞政黨。愛沙尼亞屬於多黨制，通常單一政黨無法獨自取得議會過半席次，須與其他政黨組成執政聯盟。

## 議會政黨
| 黨名 | 黨名               | 縮寫 | 意識形態                      | 議會席次 （2023年大選） | 歐洲議會席次 |
| ---- | ------------------ | ---- | ----------------------------- | ----------------------- | ------------ |
|      | 愛沙尼亞改革黨     | RE   | 古典自由主義                  | 37                      | 2            |
|      | 愛沙尼亞保守人民黨 | EKRE | 民族保守主義 愛沙尼亞民族主義 | 17                      | 1            |
|      | 愛沙尼亞中間黨     | K    | 中間派                        | 16                      | 1            |
|      | 愛沙尼亞200        | E200 | 中間派                        | 14                      | 0            |
|      | 社會民主黨         | SDE  | 社會民主主義                  | 9                       | 2            |
|      | 祖國               | I    | 自由保守主義                  | 8                       | 1            |

## 少數政黨
- 愛沙尼亞綠黨（Erakond Eestimaa Rohelised）：綠色政治
- 愛沙尼亞自由黨：2014年成立
- 愛沙尼亞聯合左翼黨（Eestimaa Ühendatud Vasakpartei）：社會主義、俄裔少數族群
- 愛沙尼亞基督教民主人士黨（Erakond Eesti Kristlikud Demokraadid）：基督教民主主義
- 愛沙尼亞獨立黨（Eesti Iseseisvuspartei）：歐洲懷疑主義、民族主義

## 已不存在的政黨
- 爱沙尼亚共产党 (1990年)（Eestimaa Kommunistlik Partei）：初名「愛沙尼亞共產黨（基於蘇共綱領）」，由原愛沙尼亞共產黨內反對愛沙尼亞脫離蘇聯的一派於1990年成立，其後改名為「愛沙尼亞共產黨（蘇共）」，1991年8月22日被愛沙尼亞當局宣佈為非法
- 爱沙尼亚共产党（Eestimaa Kommunistlik Partei）：1990年脫離蘇聯共產黨領導，1992年更名為「愛沙尼亞民主勞動黨」，1997年更名為「愛沙尼亞社會民主勞動黨」，2004年更名為「愛沙尼亞左翼黨」，2008年併入愛沙尼亞聯合左翼黨
- 憲法黨：2008年併入愛沙尼亞聯合左翼黨
- 愛沙尼亞俄羅斯族黨（Vene Erakond Eestis）：2012年併入社會民主黨
- 愛沙尼亞人民聯盟（Eestimaa Rahvaliit）：農業主義